# Psaliodes sutum
Psaliodes sutum är en fjärilsart som beskrevs av William Schaus 1912. Psaliodes sutum ingår i släktet Psaliodes och familjen mätare. Inga underarter finns listade i Catalogue of Life.